# Intersindical Nacional dos Trabalhadores Galegos
A Intersindical Nacional dos Trabalhadores Galegos (INTG) foi um sindicato galego de esquerdas e de tendência nacionalista, herdeiro direto da Intersindical Nacional Galega (ING), e precursor da Confederação Intersindical Galega (CIG).

## Fundação
A INTG foi fundada após as eleições sindicais de 1980, às que concorreram conjuntamente duas organizações sindicais galegas de carácter nacionalista, a Intersindical Nacional Galega (ING) e a Central de Trabalhadores Galegos (CTG). Entre ambas, obtiveram 1679 delegados, (17,5%), o que significava ultrapassar 15% de representação exigido pela legislação espanhola para converter-se em sindicato mais representativo - o que, a efeitos práticos, permite a presença na negociação de convénios de carácter estatal. O sucesso estratégico representado pela união ING-CTG favoreceu a consolidação da unificação, que se verificou definitivamente em 1981, quando passa a denominar-se Intersindical Nacional dos Trabalhadores Galegos (INTG). No texto de unificação recolheu-se a vontade de continuar avançando para a Central Sindical Única Galega.

## Primeiros anos (1982-1984)
Em janeiro de 1982, a INTG celebrou o seu I Congresso, onde foi eleito como secretário geral Lois Ríos. Nesse mesmo ano, foi integrada a Confederação Sindical Galega, cisão da espanhola Unión Sindical Obrera (USO) vinculada com o Partido Socialista Galego (PSG). Nas eleições daquele ano, a INTG obteve 1649 delegados (18,5%). 
Em 1983, Xan Carballo, um dos principais vultos do Partido Comunista de Libertação Nacional (PCLN) foi eleito novo secretário geral da INTG. 

### As três greves contra a reconversão naval
Após os denominados Pactos de la Castellana, com os que o governo central pretendia reconverter as empresas públicas de construção naval, a INTG, conjuntamente com os sindicatos espanhóis CC.OO. e UGT convocou uma greve na comarca de Vigo, uma das cidades mais afectadas pela nova política estatal, em 15 de abril de 1973. A tensão continuou a crescer nos meses seguintes, e a INTG, convocou uma greve geral para 14 de fevereiro de 1984: a primeira greve geral desde a Guerra Civil, que contou com o apoio do Movimento de Libertação Nacional Galego (MLNG) e da organização estudantil ERGA. CC.OO. e UGT também convocaram greve, mas não de carácter geral, já que apenas a convocaram nas cidades de Vigo e Ferrol, onde se situavam os principais estaleiros galegos. 
O sucesso da greve de 14 de fevereiro fez com que CC.OO. se unisse à INTG na convocatória de mais uma greve geral, a celebrar em 12 de julho. A UGT não se comprometeu com a paralisação, devido à sua relação com o PSOE, que na altura governava na Espanha. Ainda mais, a UGT acusava INTG e CC.OO. de criarem um clima de violência na mesma linha da ETA. A greve foi considerada um grande sucesso pela INTG e pelo resto de organizações do nacionalismo galego, o que facilitou uma terceira convocatória para 29 de novembro desse mesmo ano de 1984, então contra o novo pacto social (AES) assinado entre UGT e o governo espanhol e que avançava na linha do desmantelamento da indústria naval da ria de Vigo. Novamente, CC.OO. aderiu à convocatória da INTG e a greve foi um novo sucesso, mobilizando um grande número de comarcas galegas e especialmente a de Vigo, onde houve mais de 100 000 manifestantes. As três greves gerais verificaram um aumento considerável do apoio ao sindicalismo nacionalista através da figura da INTG.

## Da cisão de 1984 à recuperação de 1990
Porém, embora o grande sucesso das convocatórias lideradas pela INTG, nesse mesmo ano de 1984 surgiu uma corrente interna crítica com a direção do sindicato e com o seu secretário geral, Xan Carballo. Esta corrente, denominada Convergência Sindical Nacionalista (CSN), provinha fundamentalmente da CTG e da CSG, e estava vinculada com o Partido Socialista Galego-Esquerda Galega (PSG-EG), fundado naquele ano e dirigido por Camilo Nogueira. A CSN decidiu abandonar a INTG em 1985, formando a Confederação Geral dos Trabalhadores Galegos (CGTG), que celebrou em outubro desse ano o seu primeiro Congresso. Nele, Fernando Acuña foi eleito secretário geral.
Por outra parte, as relações com a CGTG produziram também uma fratura no interior da INTG, apresentando-se quatro candidaturas às eleições internas no III Congresso celebrado em 1987. Nele, a lista próxima ao BNG atingiu 6 membros, a próxima à FPG atingiu 3 membros e a vinculada com a APU 1 membro. Manuel Mera foi eleito secretário geral.
Nas eleições sindicais de 1986, a CGTG atingiu 1087 delegados pelos 1067 delegados da INTG, o que significava claramente que o sindicalismo nacionalista galego se achava cindido e, à vez, parelho em representação. 

## Recuperação da unidade: nasce a CIG
Em 2 de abril de 1990, a INTG e a CGTG confluiriam numa candidatura unificada para as eleições sindicais, denominada Convergência Intersindical Galega (CIG). 
Sobre a candidatura unificada de 1990, houve uma unificação orgânica em 1994, dando origem à Confederação Intersindical Galega. Fernando Acuña, que provinha da CGTG e que estava vinculado ao partido Unidade Galega foi designado secretário geral nos dois primeiros congressos do sindicato. 